# Thallomicrosporon kuehnii
Thallomicrosporon kuehnii är en svampart som beskrevs av Benedek 1964. Thallomicrosporon kuehnii ingår i släktet Thallomicrosporon och familjen Arthrodermataceae.   Inga underarter finns listade i Catalogue of Life.